# Cicholas
Cicholas [pronunciación en polaco: /t͡ɕiˈxɔlas/] (en alemán: Schlößchen: en casubio: Cëchòlas) es un pueblo ubicado en Gmina Miastko, Condado de Bytów, Voivodato de Pomerania, en Polonia del norte, en la frontera con el oeste del Voivodato de Pomerania. Se encuentra aproximadamente a 45 kilómetros al suroeste de Bytów y a 122 kilómetros al suroeste de Gdańsk (ciudad capital del Voivodato de Pomerania). 
De 1975 a 1998 el pueblo era en el Voivodato de Słupsk. 
Tenía una población de 10 habitantes en 2006.